# 山本治人
山本 治人（やまもと はるひと、1965年11月13日 - ）は、静岡県出身のプロゴルファー。

## 来歴
1986年のブリヂストン阿蘇オープンでは3日目に67をマークして2日目40位タイから一気に15位に浮上し、最終日には丸山智弘・古木譲二・海老原清治・甲斐俊光、デビッド・イシイ（アメリカ）と並んでの6位タイに入った。
プロ入り3年目の1987年には関東プロに出場した後、NST新潟オープンの予選会に出る予定であったが、急遽、広島オープンの出場が決定。開幕前日に広島入りしてのぶっつけ本番で、初日は林に2回、池にも一度入れるなど荒れ気味のショットながら、自己新の66をマークし、金井清一と共に首位の磯村芳幸と1打差2位タイでスタートした。前年の獲得賞金137万円をこれまでの遠征費で使い果たし、次回からの遠征費を出すための戦いとなったが、2日目には芹澤信雄・横井ジョウジと並んでの9位タイに着けた。
1990年の茨城オープンでは初日を中山徹と共に68をマークして2位タイでスタートし、最終日には69をマークして浜野治光・高橋勝成に次ぐ3位に入った。
1991年のジーン・サラゼン ジュンクラシックでは初見充宣・佐藤英之・金子柱憲と並んでの6位タイに入った。
1993年のポカリスエットオープンでは3日目に66をマークして2日目52位タイから一気にキー・フラ・ハン（ミャンマー）、尾崎健夫・合田洋・長谷川勝治・丸山智弘と並んでの7位タイに浮上し、最終日には丸山と共に堀内工と並んでの4位タイに入った。
2005年のANAオープンを最後にレギュラーツアーから引退。